# Zohreh Ajianí
Zohreh Ajianí (en persa: زهره اخیانی‎; c. 1964) es la actual Secretaria General de la Organización de los Muyahidines del Pueblo de Irán (MEK). Fue elegida el 6 de septiembre de 2011 por un periodo de dos años.

## Vida privada
Ajianí es originaria de Shahrud, Irán. Nació aproximadamente en 1964. Tiene una hija de 29 años.

## Militancia en el MEK
Ajianí se unió a la Organización de los Muyahidines del Pueblo de Irán (MEK, por su transliteración al inglés) tras la revolución iraní de 1979. Ingresó al MEK a través de su marido, Ali Naqi Haddadi (Kamal).
Fue diputada al Comité Ejecutivo en 1989 y se convirtió en miembro de pleno derecho en 1992. En 1993, fue elegida y comenzó a servir como miembro del Consejo de Liderazgo del MEK. Akhyani era el representante del Consejo Nacional de Resistencia de Irán en (NCRI) en Alemania, el ala política del Moyahedín-e Jalq (MEK), de 1997 a 1999 y Secretario General adjunto del 2001 hasta el 2011.
Fue elegida como nuevo Secretario General del MEK por un periodo de 2 años en septiembre del 2011 que al mismo tiempo se cumplía cuarenta y siete años desde la fundación de la organización. Había once candidatos para ese puesto, y recibió el 67 por ciento de los votos.